# Västra Ghats
Västra Ghats (marathi/konkani: सह्याद्री, kannada/tulu: ಸಹ್ಯಾದ್ರಿ, malayalam: സഹ്യാദ്രി / സഹ്യപര്‍വതം, tamil: மேற்குத் தொடர்ச்சி மலைகள்) även kända som Sahyadribergen, är en bergskedja längs Indiens västsida. Den går från norr till söder längs västra kanten av Deccan och separerar platån från en smal kustslätt vid Arabiska havet. Västra Ghats skapar regnskugga över Deccanplatån.
Bergen börjar nära gränsen mellan Gujarat och Maharashtra, söder om floden Tapti, och löper med sina cirka 10 600 km genom staterna Maharashtra, Goa, Karnataka, Tamil Nadu samt Kerala och slutar i staden Kanyakumari, vid Indiens sydspets.
Dessa berg täcker en yta av  160 000 km² och bildar uppsamlingsområde för ett antal flodsystem som avvattnar nästan 40% of Indien.
Genomsnittshöjden är omkring 1 200 m. Området är ett av världens tio viktigaste biologiska hetfläckar och har över 5 000 arter av blommande växter, 139 däggdjursarter, 508 fågelarter och 179 groddjursarter.
Minst 325 globalt hotade arter finns i Västra Ghats.

## Geologi
Västra Ghats är egentligen inte riktiga berg, utan utgör förkastningskanten av Deccanplatån. De tros ha formats under superkontinenten Gondwanas uppdelning för 150 miljoner år sedan.
Geofysikerna Barron och Harrison från University of Miami förespråkar teorin att Indiens västkust bildades omkring 100 till 80 miljoner år efter att den lämnade Madagaskar. Efter uppbrottet såg Indiens västkust ut som en abrupt klippväg cirka 1 000 meter hög.
Strax efter dess lösgörande, drev Indiska halvöns platta över Réunions hotspot, en vulkanisk hotspot i Jordens litosfär nära dagens Réunion. Ett stort utbrott här för 65 miljoner år sedan tros ha gett upphov till Deccantrappen - ett vidsträckt område med basaltisk lava som täcker delar av centrala Indien. Dessa vulkaniska uppåtkrafter ledde till formandet av den norra tredjedelen av Västra Ghats.
Dessa kupolformade upphöjningar exponerar de underliggande 200 miljoner år gamla bergen som syns i områden såsom Nilgiribergen.
Basalt är bergskedjans dominerande bergart och finns så djupt som 3 km ned. Andra bergarter som finns här är charnockit, granulit, khondalit, leptynit, ortognejs med lossnade förekomster av kristallin sandsten, järnmalm, dolerit och anortosit. Kvarvarande laterit- och bauxitmalmer finns även i södra bergsområdena.

## Berg

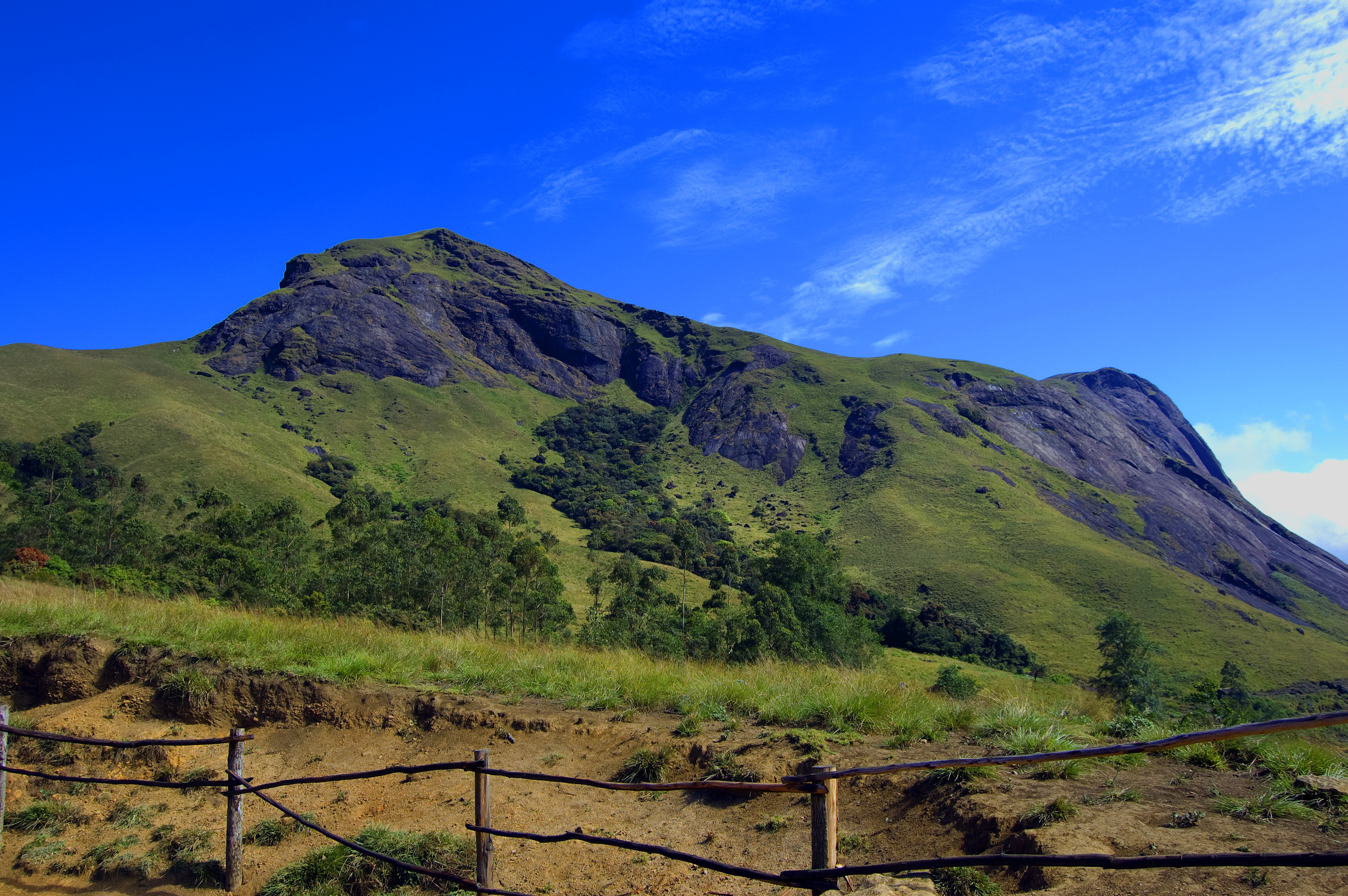
En vy över Anamudi, Västra Ghats högsta bergstopp (2 695 meter) sett från Eravikulam nationalpark, Kerala.

Västra Ghats sträcker sig från Satpurabergen i norr, går söderut förbi Goa, genom Karnataka och in i Kerala och Tamil Nadu. Större delen av bergsområdet i norr består av Sahyadhribergen (välvilliga bergen). Dessa berg har många bergsstäder såsom Matheran, Lonavala-Khandala, Mahabaleshwar, Panchgani, Amboli Ghat, Kudremukh och Kodagu. Bergen kallas Sahyadri i norra Maharashtra och Sahya Parvatam i Kerala. Biligirirangabergen, sydost om Mysuru i Karnataka, möter Servarayabergen och Tirumalabergen längre österut och sammanlänkar Västra Ghats med Östra Ghats. I söder är bergen kända som Nilagiri malai i Tamil Nadu.
Andre bergsområden, däribland Cardamombergen och Nilgiribergen, ligger i nordvästra Tamil Nadu. I Nilgiribergens finns bergsstaden Ootacamund. I södra delen av bergsområdet ligger Anaimalaibergen, i västra Tamil Nadu och Kerala. Ana Mudi 2 695 m i Kerala är Västra Ghats högsta topp. Chembratoppen, 2 100 m; Banasuratoppen, 2 073 m; Vellarimala, 2 200 m och Agasthya mala om 1 868 m, ligger också i Kerala. Doddabetta är 2 637 m.
Mullayanagiri är Karnatakas högsta topp på 1 950 m. Te- och kaffeplantager är vanliga i Keraladelen av Västra Ghats. De största ravinerna i bergen är Goaravinen, mellan sektionerna Maharashtra och Karnataka, och Palghatravinen längs gränsen mellan Tamil Nadu och Kerala d.v.s. mellan Nilgiribergen och Anaimalaibergen.

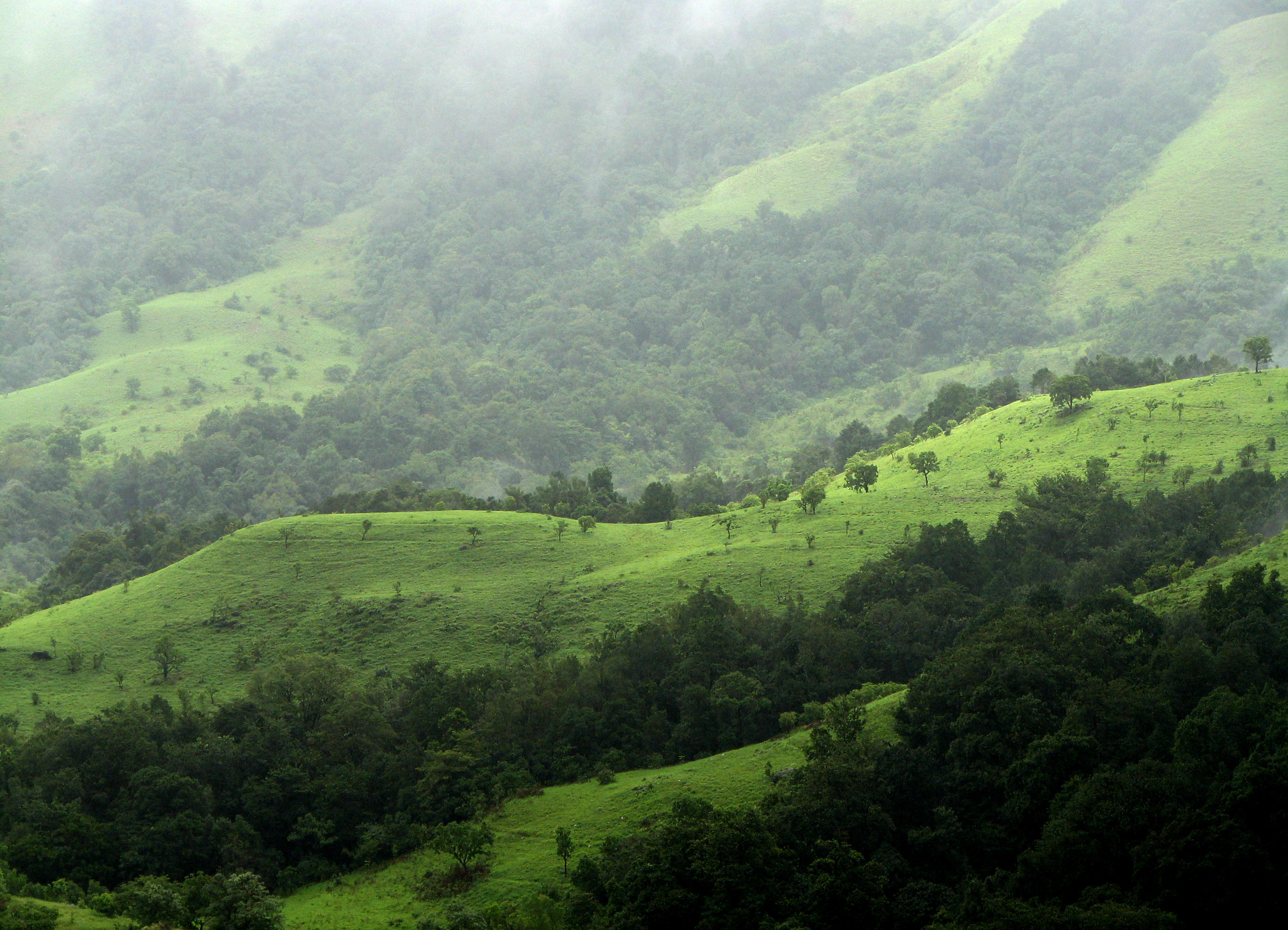
Sholas gräsområden och skogar i Kudremukh nationalpark, Västra Ghats, Karnataka.

Norra delen av den smala kustslätten mellan Västra Ghats och Arabiska havet är känd som Konkan. Den mittersta delen av denna kallas Kanara och södra delen Malabarkusten. Området öster om Ghats i Maharashtra är känt som Desh medan östra området i centrala Karnataka är känt som Malenadu. Största staden i bergsområdet är Pune (Poona) i regionen Desh vid östra kanten av bergskedjan. Biligiriranganbergen ligger där Västra och Östra Ghats möts.
Bergen fångar upp de regnbärande västra monsunvindarna och är därför ett område med stor nederbörd, särskilt på den västra sidan. Den täta skogen bidrag även till nederbörden genom att den fungerar som substrat för kondensering av den orografiska nederbörden, och frigör en stor del av fukten tillbaka till luften genom dess andning, och låter den därmed senare kondensera och åter bli regn.

## Bergstoppar
Salher (Maharashtra), Kalsubai (Maharashtra), Mahableshwar (Maharashtra), Sonsogor (Goa), Kemmangundi (Karnataka), Tadiandamol (Karnataka), Mullayanagiri (Karnataka), (bababudangiri range) (karnataka), Kudremukh (Karnataka), Pushpagiri (Karnataka), Kumara Parvatha (Karnataka), Doddabetta (Tamil Nadu) & Anai Mudi (Kerala).

## Sjöar och vattenmagasin

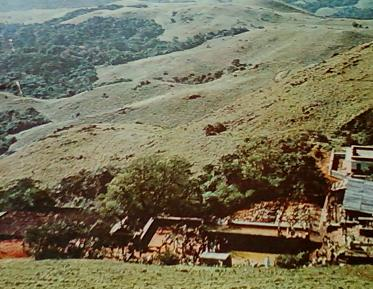
Vy över Västra Ghats med några hus och boningar

Västra Ghats har flera konstgjorda sjöar och reservoarer. De välkända sjöarna är Ooty (2 500 m höjd, 34,0 ha) i Nilgiris, och Kodaikanal (2 285 m, 26 ha) och Berijam i Palnibergen. Pookode i Wayanad i Kerala intill Lakkadi är vackert belägen med båtliv och planteringar. De flesta större sjöar ligger i delstaten Tamil Nadu. Två mindre sjöar, Devikulam (6,0 ha) och Letchmi Elephant (2,0 ha) ligger i Munnar och sjön Yercaud (1340 m, 8 ha) i Shevaroybergen.
De flesta vattendragen som avvattnar Västra Ghats och rinner samman med floderna Krishna och Kaveri har bara vatten under monsunmånaderna och har dämts upp för vattenkraft och konstbevattning. De större vattenmagasinen är: Lonavala och Walwahn i Maharashtra; V.V. Sagar, K.R. Sagar och Tungabhadra i området Malenadu i Karnataka; Mettur, Upper Bhawani, Mukurti, Parson's Valley, Porthumund, Avalanche, Emarold, Pykara, Sandynulla och Glenmorgan i Tamil Nadu; samt Kundallay och Maddupatty i Kerala. Av dessa är Lonavla, Walwahn, Upper Bhawani, Mukurti, Parson's Valley, Porthumund, Avalanche, Emarold, Pykara, Sandynulla, Glenmorgan, Kundally och Madupatty viktiga för såväl det kommersiella fisket som sportfisket av forell, mahseer och vanlig karp.

## Vattendrag

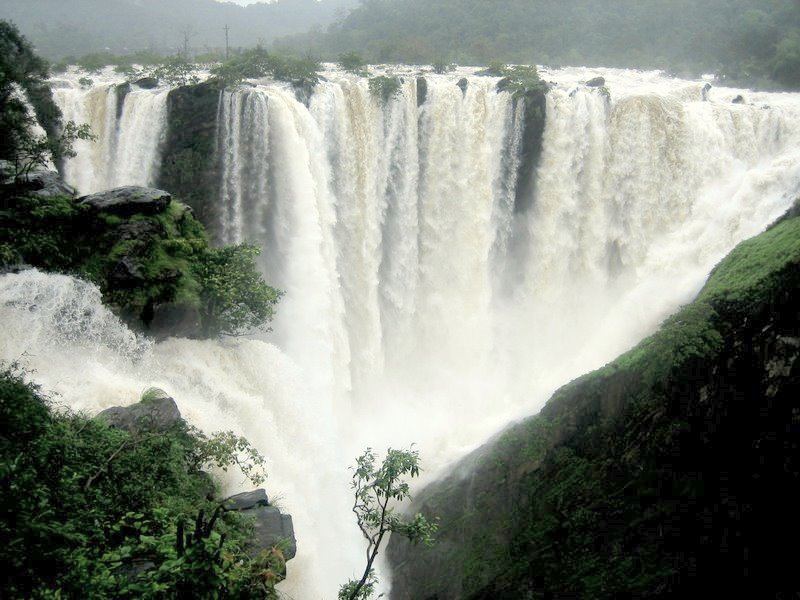
Jogfallen i Karnataka, ett av de mest spektakulära vattenfallen i Indien

Västra Ghats är ett av de tre avrinningsområdena i Indien och förser de stadigvarande floderna i Indien med vatten. Betydande floder är exempelvis Godavari, Krishna och Kaveri. Dessa floder går österut och rinner ut i Bengaliska viken. De floder som går österut och som rinner ut i Arabiska havet rinner snabbt, genom den korta sträckan de rinner och de kraftiga lutningarna. Större floder är Mandovi och Zuari. Många av dessa floder är bakvatten i Kerala och Maharashtra. Floder som rinner österut rinner ut i Bengaliska viken. Dessa rinner jämförelsevis långsammare och rinner samman i större floder såsom Kaveri och Krishna. Större biflöden är exempelvis Tunga, Bhadra, Bhima, Malaprabha, Ghataprabha, Hemavathi och Kabini. Vid sidan om dessa finns ett antal mindre floder såsom Chittar, Manimuthar, Kallayi, Kundali, Pachaiyar, Pennar, Periyar och Kallayi River.
Snabbt rinnande floder och branta sluttningar har gett platser för byggandet av många vattenkraftverk. Det finns idag omkring 50 större dammanläggningar i Västra Ghats. Den första kraftverksdammen byggdes år 1900 nära Khopoli i Maharashtra. Störst är Maharashtriska Koyna Hydroelectric Project, Parambikulam Dam i Kerala och Linganmakki Dam i Karnataka. Vattemagasinet bakom Koynadammen, Shivajisagarsjön, är 50 km lång och 80 meter bred. Det är det största vattenkraftverket i Maharashtra och har en produktionseffekt på  1 920 MW. Ett annat större vattenkraftverk är Idukkidammen i Kerala. Denna damm är en av de största i Asien och står för omkring 70% av delstaten Keralas elproduktion. Mullai Periyardammen nära Thekkady är en av de äldsta i världen och en av Keralas större turistattraktioner. Vattnet från dammen släpps ut på den vidsträckta kustslätten i Tamil Nadu och bildar ett delta med rik vegetation.

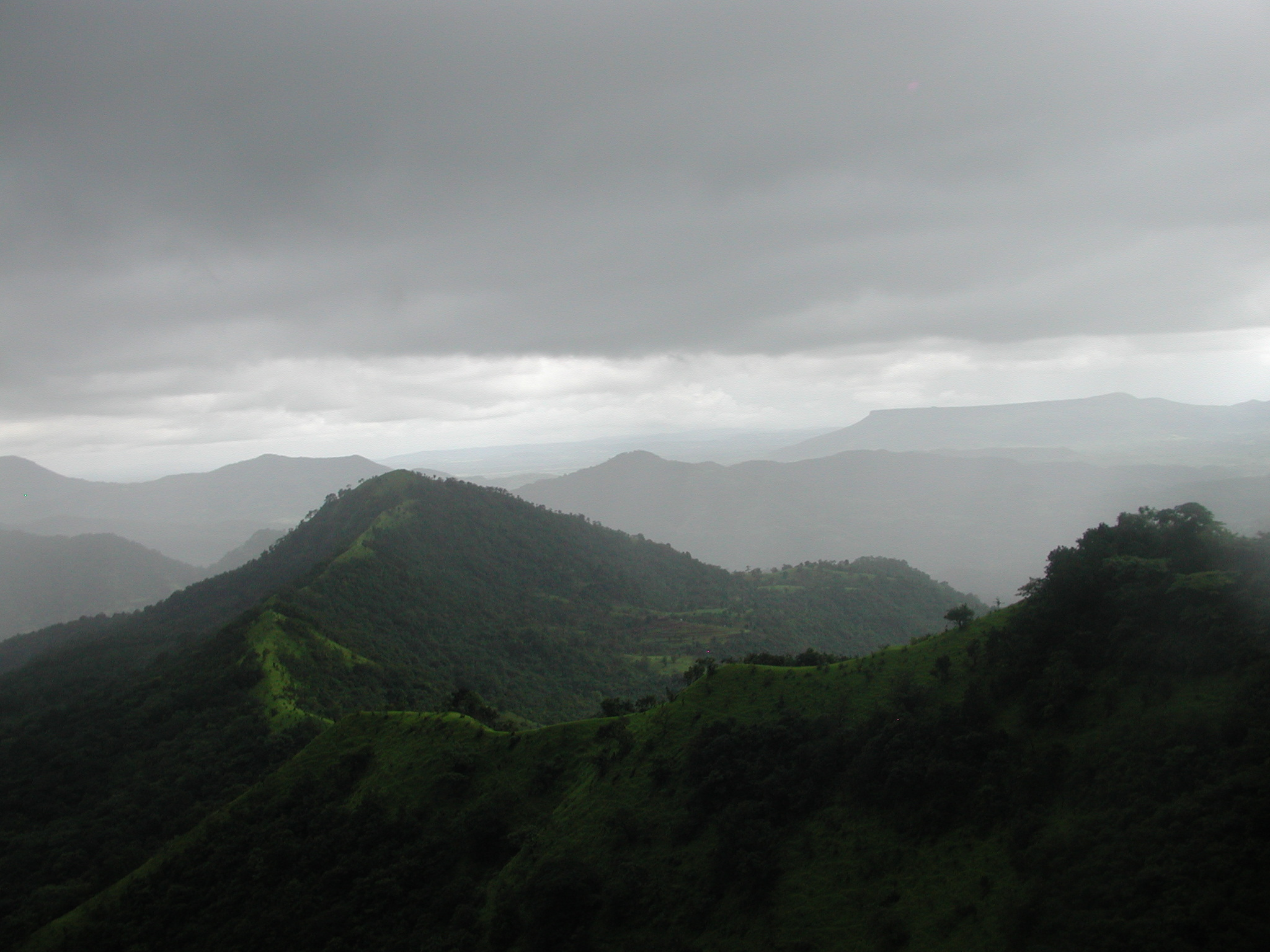
Västra Ghats i Maharashtra, under monsunregnen

Under monsunsäsongen, föds ett antal mindre vattendrag av det ständiga regnet från bergssluttningarna vilket leder till en mängd, ofta spektakulära, vattenfall. Bland de mest välkända finns Jogfallen, Kunchikalfallen, Sivasamudramfallen och Unchallifallen. Jogfallen är det högsta naturliga vattenfallet i Sydasien och räknas som ett av de 1001 naturliga underverken i världen. Viltreservatet Talakaveri är en livgivande vattendelare som utgör floden Kaveris källa.
Denna region har tät vintergrön och delvis vintergrön växtlighet med sholagräsmarker på de högre belägna områdena. Den kraftigt lutande terrängen i området har resulterat i sceniska vattenfall längs dess många bergsbäckar. Sharavathi och Someshvara viltreservat i distriktet Shivamogga är källan till flodsystemet Tungabhadra. Floden Netravathi har även sitt ursprung i Västra Ghats och flyter västerut för att till sist rinna ut i Arabiska havet vid Mangaluru.

## Klimat

Årlig nederbörd längs Västra Ghats.

Klimatet i Västra Ghats varierar med höjden och avståndet från ekvatorn. Klimatet är fuktigt och tropiskt i de lägre områdena och är tempererat närmast havet. Höjderområden över 1 500 meter och över 2 000 meter i söder har ett mer tempererat klimat. Årsmedeltemperaturen här är omkring 15 °C. I en del områden är frost vanligt förekommande och temperaturen går ner mot fryspunkten under vintermånaderna. Medeltemperaturen sträcker sig från 20 °C i söder till 24 °C (75 °F) i norr. Man har också noterat att den kallaste perioden i sydvästra Ghats sammanfaller med den med störst nederbörd. Under monsunsäsongen mellan juni och september fungerar det obrutna Västra Ghats som en barriär för de fukttyngda molnen. De tunga regnbärande molnen som går österut tvingas stiga och under denna resa släpper de det mesta av sitt regn på västsidan. Årsnederbörden i denna region är mellan 3 000 och 4 000 mm med lokala extremfall som ligger närmare 9 000 mm. Östra regionen av Västra Ghats som ligger i regnskugga får betydligt mindre regn - i genomsnitt 1 000 mm. Nederbördsdata avslöjar att det inte finns något samband mellan den totala nederbörden som fallit och hur den fördelar sig under året. En del områden i Maharashtra får hårda regn följda av långa torrperioder, medan regioner närmre ekvatorn får mindre årlig nederbörd, men regnen faller under större delen av året.

## Ekoregioner

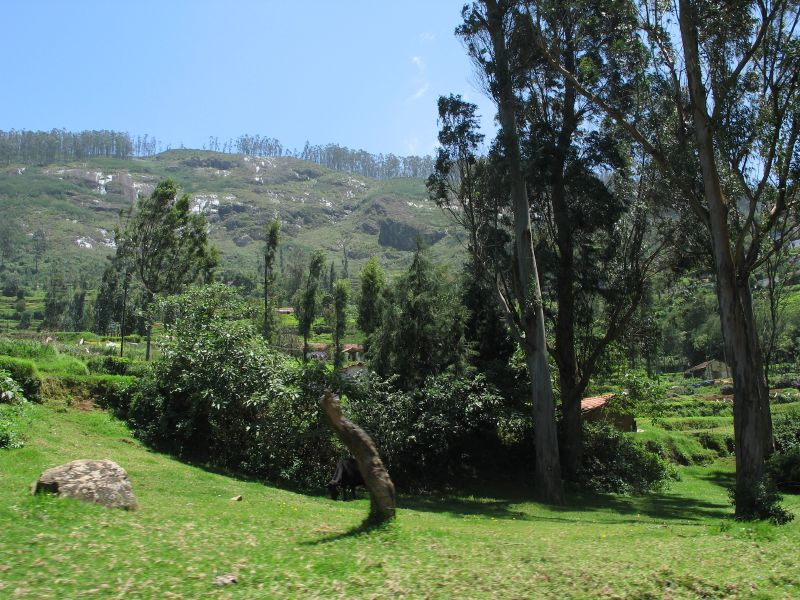
Nilgiribergen (Tectona grandis) och Wattle.

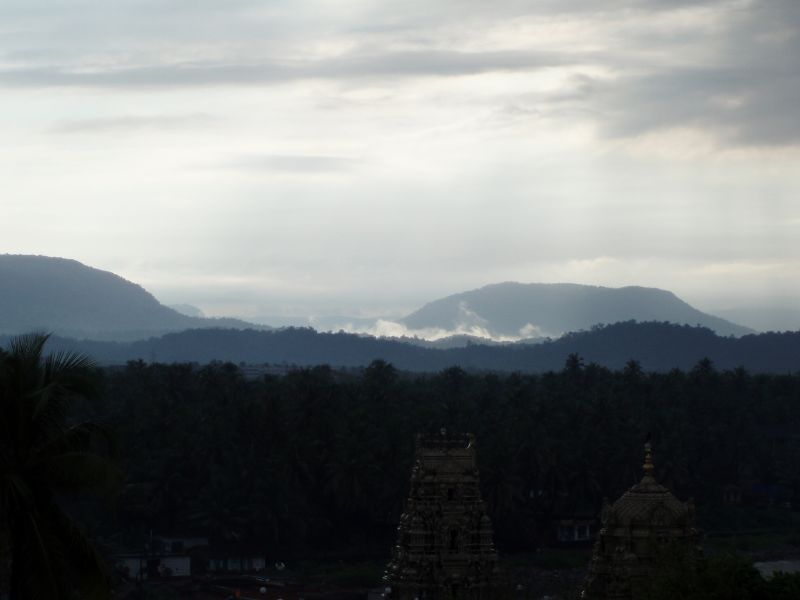
Västra Ghats nära Mangaluru.

Västra Ghats är hem för fyra tropiska och subtropiska ekoregioner – Nordvästra Ghats fuktiga lövskogar, Nordvästra Ghats bergsregnskogar, Sydvästra Ghats fuktiga lövskogar och Sydvästra Ghats bergsregnskogar.
Norra delen av bergskedjan är generellt torrare än den södra delen, och de lägre belägna områdena utgör Nordvästra Ghats fuktiga lövskogar, med främst lövskogar som domineras av teak. Höjder över 1 000 meter är svalare och blötare och utgör Nordvästra Ghats bergsregnskogar, vars vintergröna skogar kännetecknas av träd av familjen Lauraceae. De städsegröna Wayanadskogarna i Kerala markerar övergångszonen mellan norra och södra ekoregionerna i Västra Ghats. Södra ekoregionen är generellt blötare och mer artrik. De lägre höjderna utgör Sydvästra Ghats fuktiga lövskogar med Cullenia som kännetecknande trädsläkte, följt av teak, dipterocarp med flera. Den fuktiga lövskogen övergår till den torrare Södra Deccans torra lövskogar som ligger i regnskugga i öster.
På höjder över 1 000 meter ligger Sydvästra Ghats bergsregnskogar, även den svalare och blötare än de omgivande låglandsskogarna och domineras av städsegröna träd, även om några gräsområden och förkrympta skogar återfinns i de högst belägna områdena. Sydvästra Ghats bergsregnskogar är den artrikaste ekoregionen på Indiska halvön, 80 procent av gömfröväxtarterna som finns i hela Västra Ghats finns i denna ekoregion.

## Biomskydd

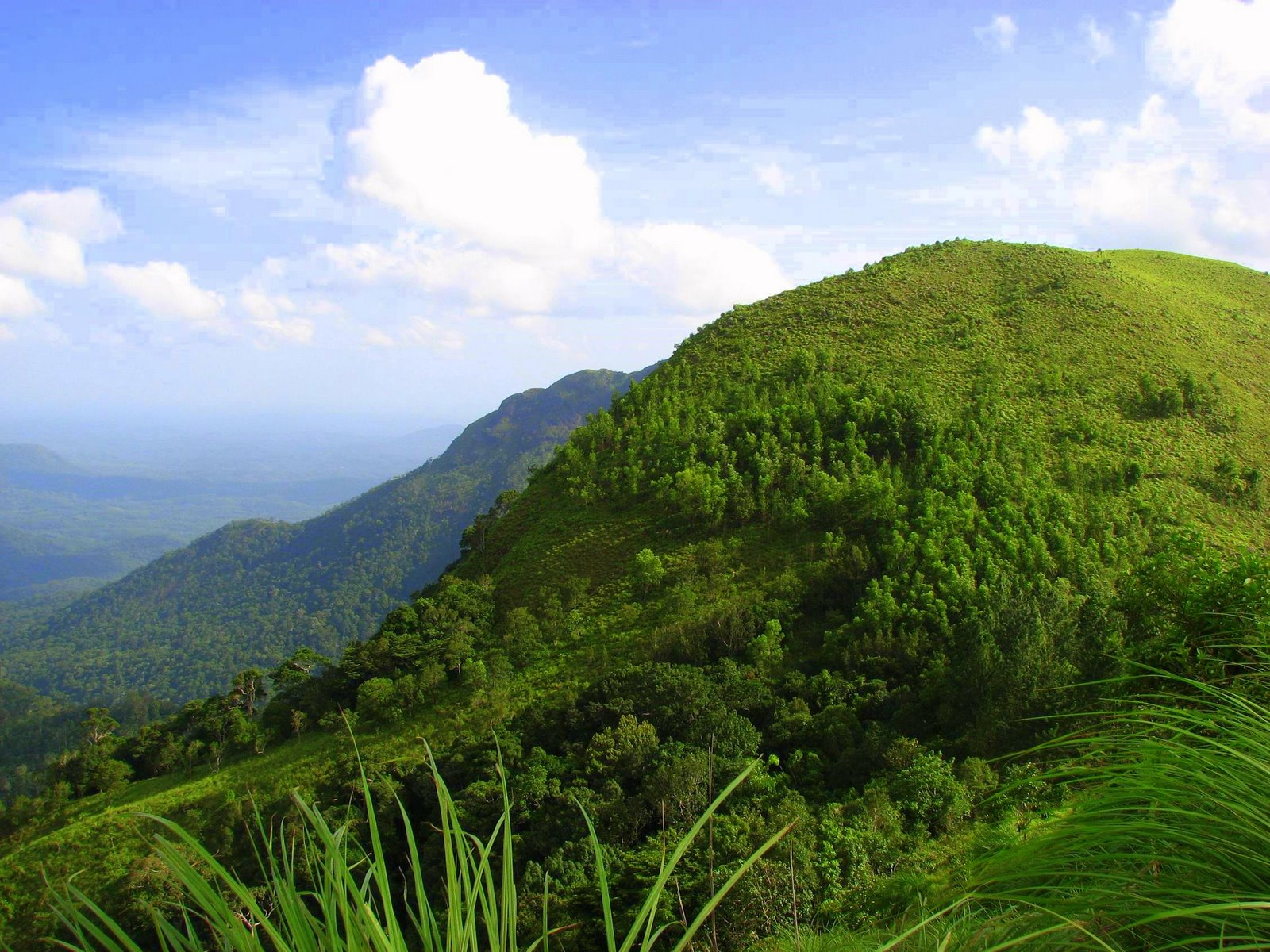
En vy av Ponmudi Hills i Thiruvananthapuram distrikt, Kerala.

Historiskt var Västra Ghats nästan helt täckt med täta skogar som gav mat och utgjorde naturliga levnadsplatser för inhemska stammar. Dess begränsade åtkomlighet gjorde det svårt för folket på Deccanplatån att kultivera landet och bygga bosättningar. Efter britternas ankomst till området, skövlades stora områden för jordbruksplantage och timmer, särskilt för te-, kaffe och teakplantage under perioden 1860 till 1950. Arter som är ovanliga, endemiska och habitatspecialister påverkas i större utsträckning och tenderar att förloras snabbare än andra arter. Komplexa och artrika habitat såsom den tropiska regnskogen påverkas mycket mer än andra habitat.
Området är ekologiskt känsligt för utveckling och förklarades vara en ekologisk hetfläck 1988 genom ekologen Norman Myers arbete. Trots att området täcker nära fem procent av Indiens landareal finns 27 % av alla arter och kärlväxter i Indien (4 000 av 15 000 arter). Nära 1 800 av dessa är endemiska för regionen. Bergskedjan är hem för minst 84 groddjursarter, 16 fågelarter, 7 däggdjursarter och 1 600 gömfröväxtarter som inte finns någon annanstans i världen.
Indiens regering har instiftat många skyddade områden, däribland 2 biosfärområden, 13 nationalparker för att begränsa mänsklig tillgänglighet, flera viltreservat för att skydda bestämda utrotningshotade arter och ett antal skogsreservat som alla sköts av skogsdepartementen i respektive delstat för att bevara en del ekoregioner som ännu är outvecklade. Många nationalparker var från början viltreservat. Nilgiri biosfärområde, som omfattar 5 500 km² av de vintergröna skogarna i Nagarahole, lövskogar i Bandipur nationalpark och Nugu i Karnataka och intilliggande områden i  Wayanad (വയനാട്) samt Mudumalai nationalpark i delstaterna Kerala och Tamil Nadu, utgör det största sammanhängande skyddade området i Västra Ghats. Västra Ghats i Kerala är hem för ett antal fridfulla bergssamhällen som Munnar (മുന്നാര്‍), Ponmudi (പൊന്‍മുടി) och Waynad. Silent Valley nationalpark (സൈലന്റ് വാലി) i Kerala utgör de sista trakterna med orörd tropisk vintergrön skog i Indien.

## Ett världsarv

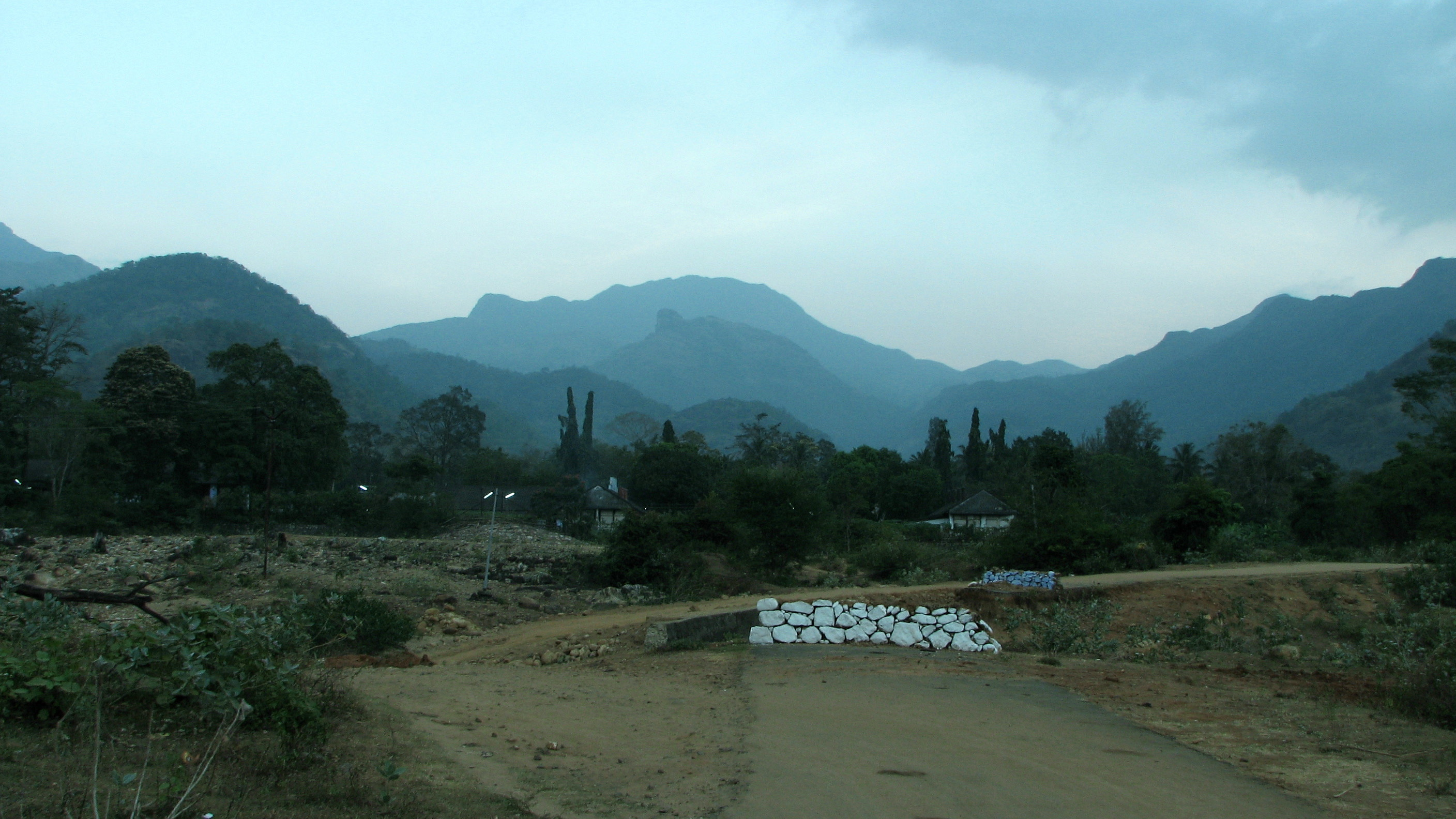
Vy över Västra Ghats vid Keeriparai, distriktet Kanyakumari (distrikt), i Tamil Nadu, nära södra änden av bergskedjan

2006 satte Indien upp Västra Ghats på sin förhandslista (tentativa lista) över landets planerade framtida världsarv. Förslaget antogs av Unesco 2012. Detta världsarv omfatter 7 intilliggande områden:
1. Agasthyamalai subkluster (fem områden): Agasthyamalai biosfärområde (900 km²) som inkluderar Kalakkad Mundanthurai tigerreservat (806 km²) i Tamil Nadu, Neyyar viltreservat[18], Peppara viltreservat[19], Shendurney viltreservat[20], Achencoil[21], Thenmala, Konni[22] Punalur, Thiruvananthapuram skogsdivisioner och Agasthyavanam specialdivision i Kerala.[23]
2. Periyar subkluster (sex områden): Periyar nationalpark och naturreservat i Kerala (777 km²), Ranni, Konni och Achankovil. På östra sidan, till stor del i regnskogar med främst torrare skogar, ligger Srivilliputtur viltreservat och skogsreservat i skogsdivisionen Tirunelveli.
3. Anamalai subkluster (sju områden): Chinnar viltreservat, Eravikulam nationalpark (90 km²), Indira Gandhi nationalpark, Grass Hills nationalpark, Karian Shola nationalpark belägen i det större Indira Gandhi viltreservat (958 km²) och Palani Hills nationalpark i Tamil Nadu (736,87 km²) samt Parambikulam viltreservat i Kerala (285 km²)
4. Nilgiri subkluster (sex områden): Nilgiri biosfärområde med  Karimpuzha nationalpark (230 km²), Silent Valley nationalpark (89,52 km²) och Wayanad viltreservat i Kerala (344 km²) samt Bandipur nationalpark (874 km²), Mukurthi nationalpark (78,46 km²), Mudumalai nationalpark (321 km²) och Amarambalam skogsreservat i Tamil Nadu. Detta subkluster består av ett till stora delar skyddad skogskomplex med en areal på över 6 000 km² och är en av de mest betydelsefylla naturskyddsområdena i världen för de starkt hotade arter såsom asiatiska elefant, tiger och gaur vid sidan om ett antal utrotningshotade arter inom andra taxa.
5. Talakaveri subkluster (sex områden därav fem i Karnataka och det sistnämnda nedan i Kerala): Brahmagiri viltreservat (181,29 km²), Rajiv Gandhi (Nagarhole nationalpark) (321 km²), Pushpagiri viltreservat (92,65 km²), Talakaveri viltreservat (105,01 km²), Aralam skogsreservat i Kerala.
6. Kudremukh subkluster (fem områden): Kudremukh nationalpark (600,32 km²), Someshwara viltreservat och kringliggande skogsreservaten Someshwara, Agumbe och Balahalli in Karnataka.
7. Sahyadri subkluster i Maharashtra (fyra områden): Anshi nationalpark (340 km²), Chandoli nationalpark (317,67 km²), Koyna viltreservat, Radhanagri viltreservat

## Fauna
Västra Ghats är hem för tusentals djurarter däribland minst 325 globalt hotade arter. Många är endemiska arter, särskilt de i klasserna groddjur och reptiler.
- Däggdjur- Det finns åtminstone 139 däggdjursarter. Ett akut hotat däggdjur i Västra Ghats är den nattaktiva malabarsibetkatten. Den trädlevande lejonsvansmakaken är en utrotningshotad art. Endast 2 500 av denna art finns kvar.[24] Den största populationen av lejonsvansmakaken finns i Silent Valley nationalpark. Kudremukh nationalpark skyddar också en livskraftig population.[25]

Bergshöjderna fungerar som viktiga viltkorridorer, och tillåter den asiatiska elefantens säsongsvisa migration. Nilgiri biosfärområde är hem för den största populationen av asiatisk elefant och utgör ett viktigt elefantprojekt- och tigerprojektreservat. Brahmagiri och Pushpagiri viltreservat utgör viktiga elefanthabitat. Karnatakas Ghatområdet har över 600 elefanter (2004) och tio procent av Indiens akut hotade population med den bengaliska tigern.
Den största populationen av Indiens tigrar utanför Sundarban är i den obrutna skogen som gränsar till Karnataka, Tamil Nadu och Kerala. Det största antalet och flockarna av Sårbara arten Gaur lever här i Bandipur nationalpark och Nagarhole och uppgår till ett antal över 5000. I väster har Kodaguskogarna betydande populationer av den utrotningshotade nilgirilanguren.
Bhadra viltreservat och tigerreservatprojektet i Chikkamagaluru har stora populationer av indisk muntjak. Många asiatiska elefanter, gaurer, sambarhjort, sårbar läppbjörn, leopard, tiger och vildsvin bor i Karnatakas skogar.
Bannerghatta nationalpark och Annekal skogsreservat är en viktig elefantkorridor som knyter samman skogarna i Tamil Nadu med dem i Karnataka. Nationalparkerna Dandeli och Anshi i distriktet Uttara Kannada är hem för svart panter och olika leoparder och betydande populationer av Stor näshornsfågel. Bhimgad i distriktet Belagavi har föreslagits som viltreservat och är hem för den endemiskt akut hotade fladdermusarten Otomops wroughtoni. Krishnapurgrottorna nära området är den enda av tre platser i landet där den relativt okända Taphozous theobaldi lever. Storöronfladdermöss finns i Talevadigrottorna.
- Reptiler- Ormfamiljen Uropeltidae i klassen reptiler finns nästan bara i denna region.
- Groddjur- groddjuren i Västra Ghats är unika och många, här finns mer än 80% av de 179 groddjursarterna som är endemiska för regionen. De flesta endemiska arter finns i bergens regnskogsområden.[29] Den utrotningshotade arten purpurfärgad groda upptäcktes 2003 som en levande fossil. Denna grodart är nära släkt med arter som finns på Seychellerna. Fyra nya arter av stjärtlösa groddjur tillhörande släktena Rhacophorus, Polypedates, Philautus och Bufo har beskrivits från Västra Ghats.[30]
- Fiskar – 102 fiskarter har listats i Västra Ghats vatten.[7] Västra Ghats vattenflöden är hem för flera vackert ornamentalt färgade fiskar såsom rödrandig torpedbarb, rödstjärtad barb,[31] Osteobrama bakeri, indisk solmal och sötvattensfisken dvärgkulfisk Tetraodon travancoricus, Carinotetraodon imitator och havsfiskar som Chelonodon patoca (Buchanan-Hamilton,1822);[32] mahseerfiskar Tor malabaricus.[33]
- Fåglar- Det finns minst 508 fågelarter. De flesta av Karnatakas femhundra fågelarter[34] finns i Västra Ghatsregionen.[35] Bhadra viltreservat är beläget i norra änden av Malabarbergen och södra spetsen av Sahyadribergen och fågelarter från båda bergskedjorna kan ses här.

Det finns åtminstone 16 endemiska fågelarter i Västra Ghats, däribland den utrotningshotade nilgirifnittertrasten, sårbara nilgiriduvan, vitbukad kortvinge och indisk gräsfågel, nära hotade gråbröstad fnittertrast, svarthuvad flugsnappare, nilgiriflugsnappare, och  nilgiripiplärka samt livskraftiga arterna malabarparakit, malabargråtoko, vitbukad trädskata, gråhuvad bulbyl, rostskriktrast, mysorefnittertrast, vitbukad blåflugsnappare samt indisk solfågel.
- Insekter- Det finns grovt räknat 6000 insektsarter bara i Kerala[37] Av 334 fjärilsarter från Västra Ghats, har 316 arter rapporterats från Nilgiri biosfärområde.[38]
- Blötdjur- Västra Ghats säsongsbetonade regn kräver en period av dvala för sina sniglar, vilket ger upphov till deras mängd och mångfald med minst 258 arter snäckor från 57 släkten och 24 familjer.[39]

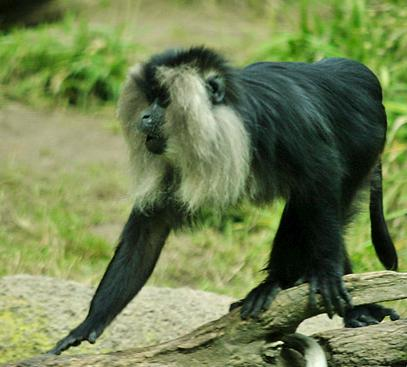
Lejonsvansmakak
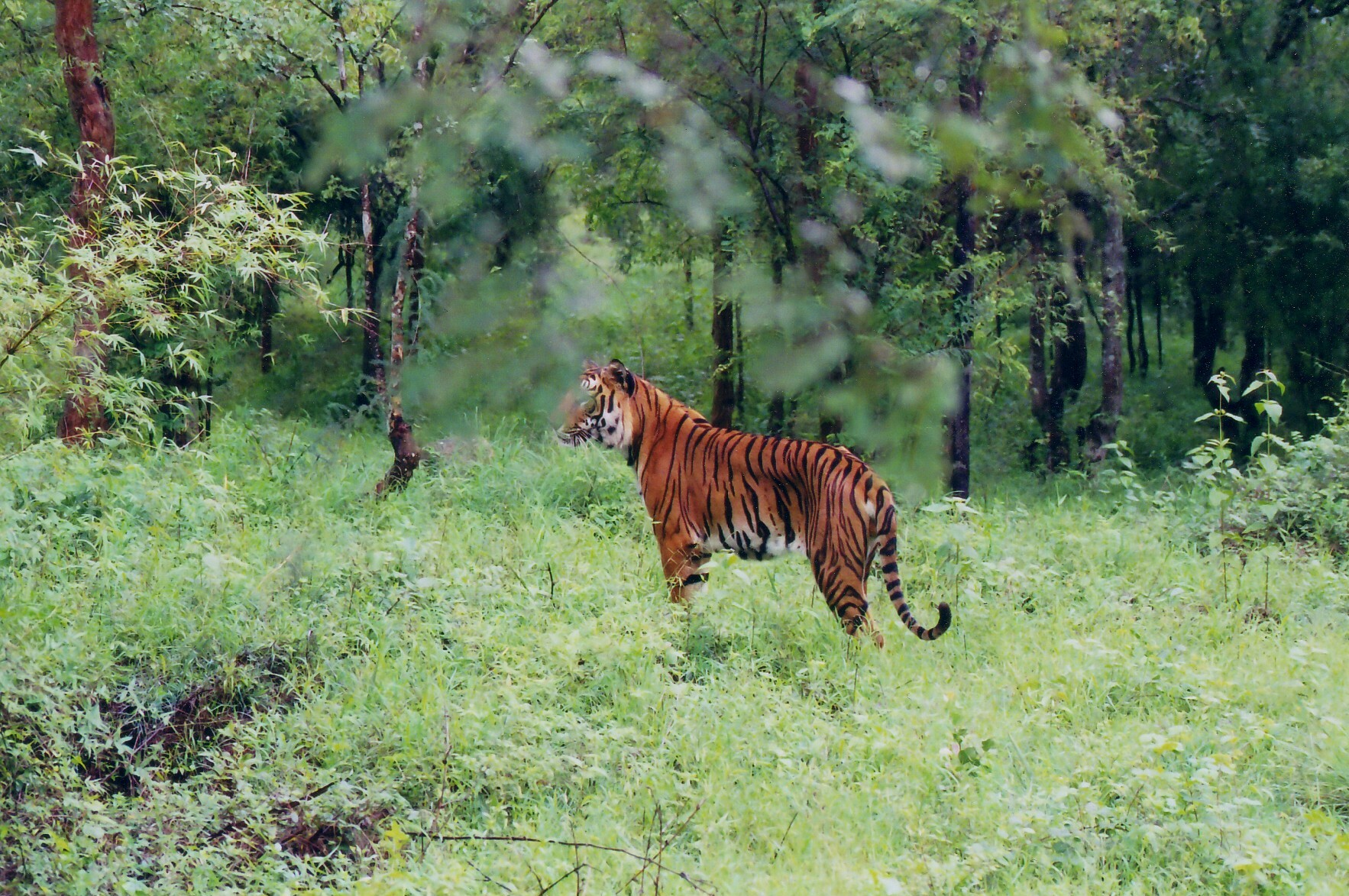
Tiger i Bhadra viltreservat
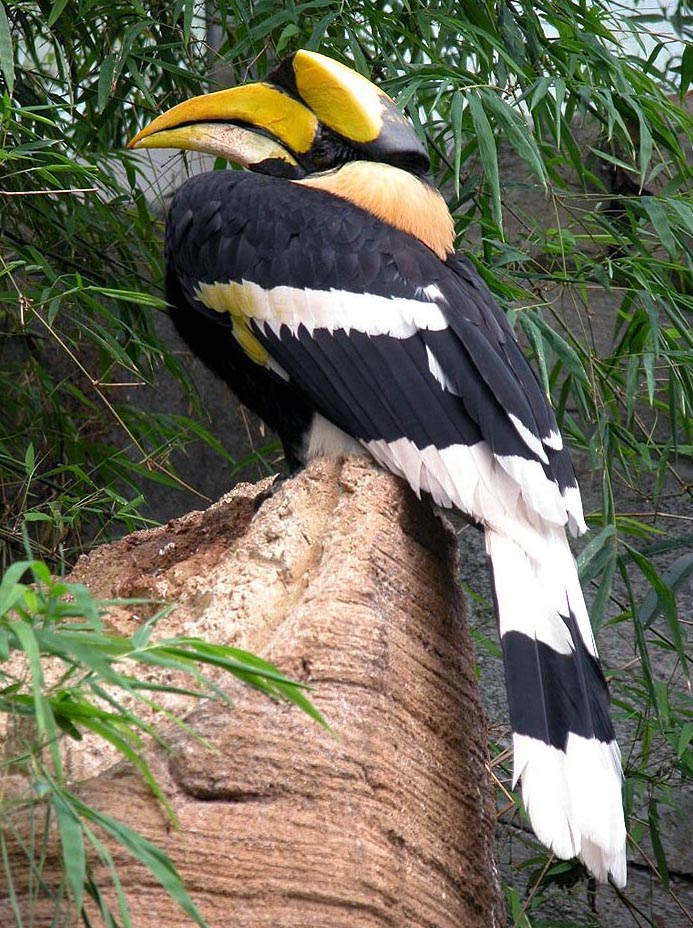
Större hornkorp
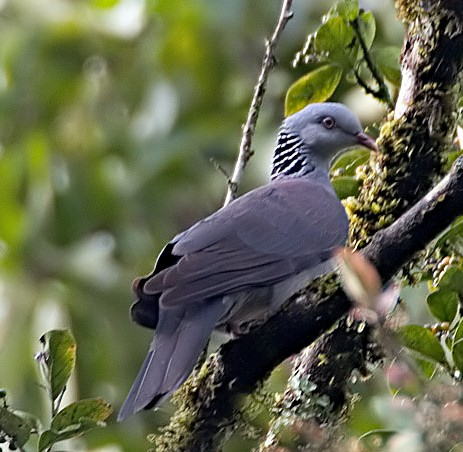
Nilgiriduva
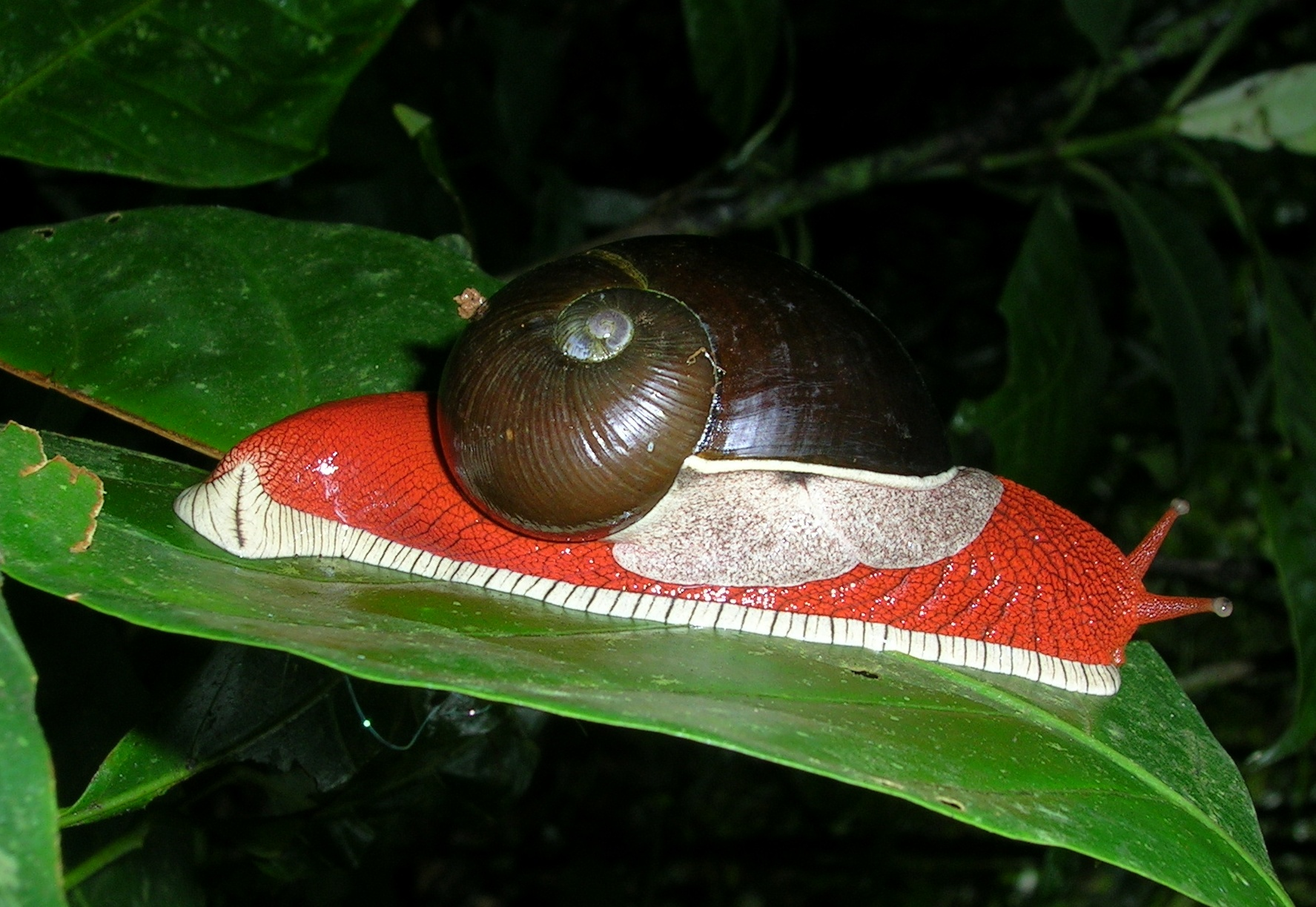
Den endemiska snäckan Indrella ampulla
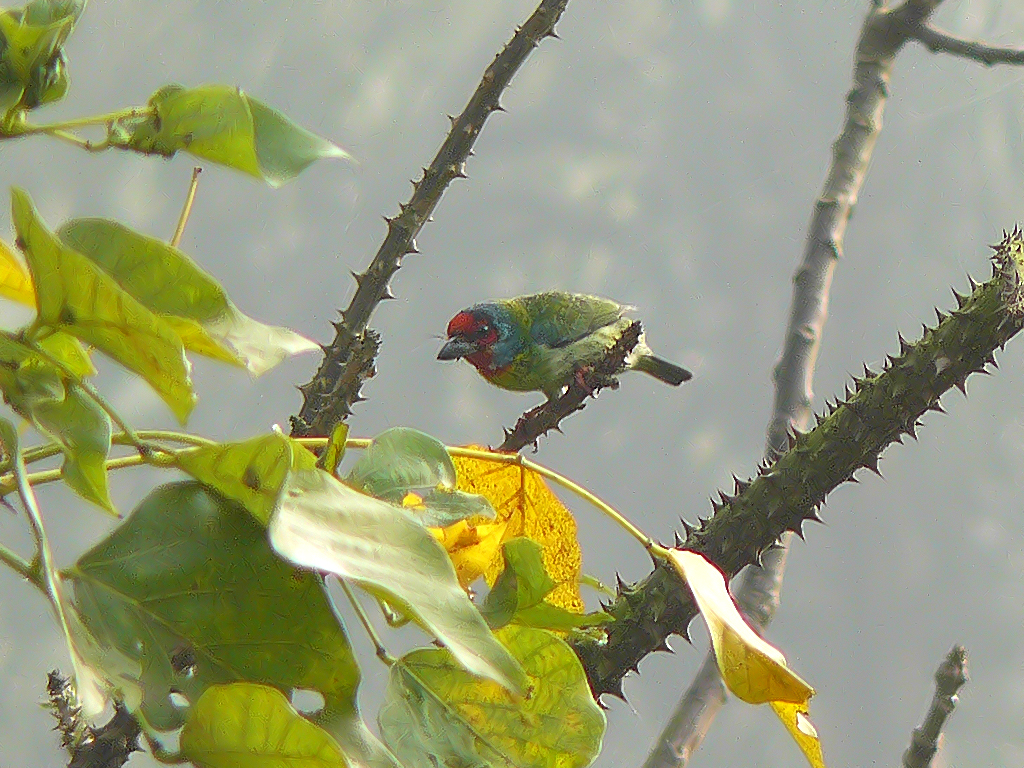
Megalaima malabarica

## Flora
De fuktiga skogbeklädda sluttningarna är svartpepparns (Piper nigrum) ursprungliga växtplats.